# Extrema (Band)
Extrema ist eine italienische Thrash- und Groove-Metal-Band aus Mailand, die im Jahr 1986 gegründet wurde.

## Geschichte

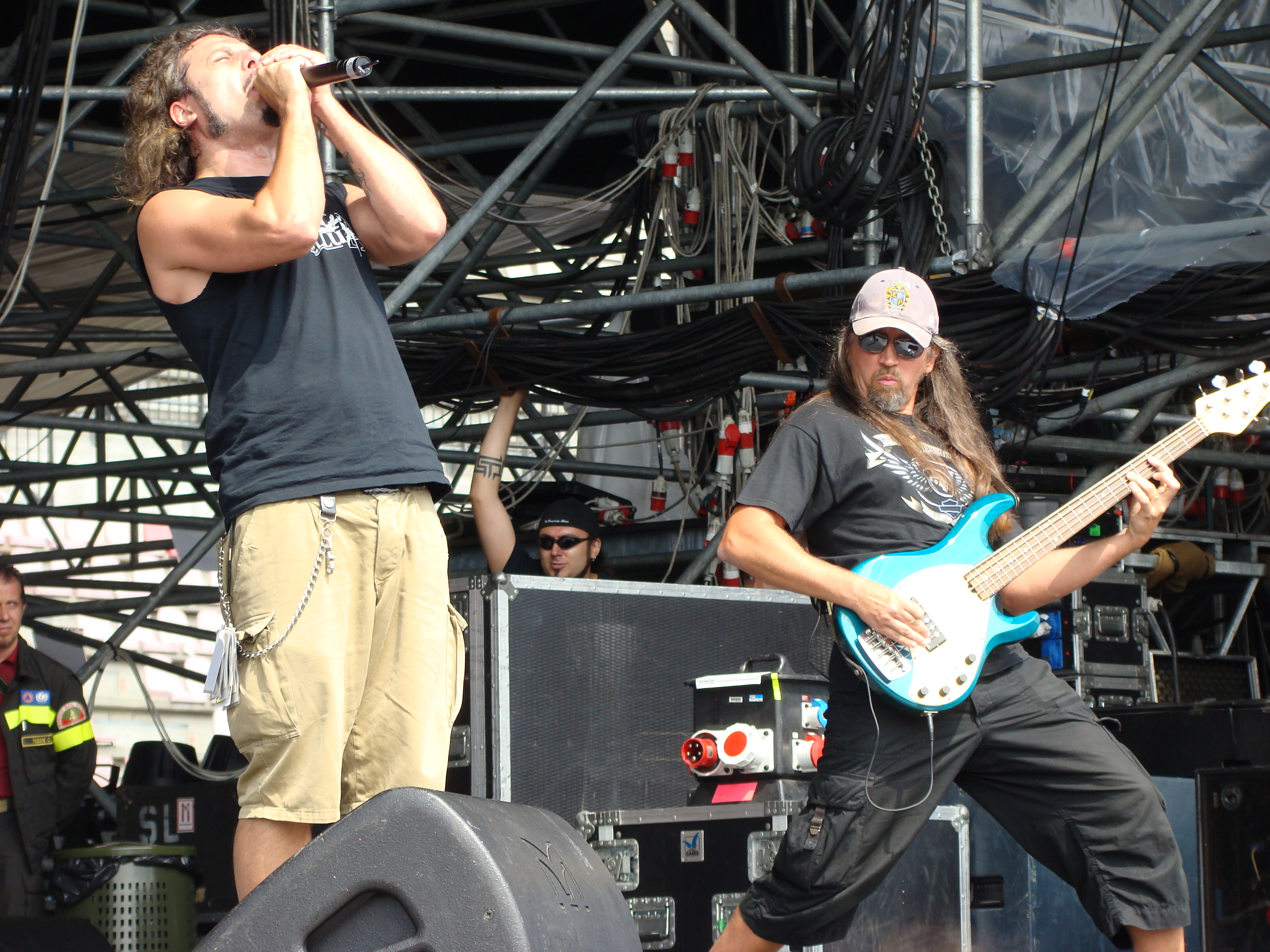
Extreme bei Gods of Metal 2009

Die Band wurde im Winter 1986 gegründet und bestand aus Gitarrist Tommy Massara, Gitarrist und Sänger Andrea Boria, Bassist Luca Varisco und Schlagzeuger Stefano Bullegas. Nachdem die Band einige Lieder entwickelt hatte, folgte im Jahr 1987 die EP We Fuckin’ Care, von der etwa 3.000 Stück abgesetzt werden konnten. Nach mehreren Besetzungswechseln fand sich dann im Jahr 1989 mit Gitarrist Tommy Massara, Bassist Mattia Bigi, Schlagzeuger Cristiano Dalla Pellegrina und Sänger Gianluca „GL“ Perotti eine feste Besetzung. Daraufhin spielte die Band als Vorgruppe für Slayer, D.R.I. und Corrosion of Conformity. Nachdem die Band nach New York City gereist war, um dort einen Auftritt zu spielen und im Jahr 1991 ein Demo veröffentlicht hatte, erreichte die Band einen Vertrag bei Contempo Records. Im Jahr 1993 veröffentlichte die Band mit Tension at the Seams ihr Debütalbum. Auf dem Album war unter anderem eine Coverversion von Truth Hits Everybody, im Original von The Police, zu hören. Der Veröffentlichung folgte eine Tour durch Italien, wobei die Band auch als Vorgruppe für Metallica und Vasco Rossi spielte. Zudem veröffentlichte die Band ein Musikvideo für das Lied Child of Boogaow. Gegen Ende des Jahres 1993 folgte die EP Proud, Powerful ’n’ Alive, worauf sich unter anderem eine Coverversion des Liedes Too Drunk to Fuck, im Original von den Dead Kennedys, befand. Im Jahr 1995 schloss sich das Album The Positive Pressure (of Injustice) an. Der Veröffentlichung folgte eine Tour mit über 100 Auftritten.
Im Jahr 1996 nahm die Band zusammen mit den Rap-Künstlern Articolo 31 die Single Mollami auf. Von 1996 bis 1999 widmeten sich die Bandmitglieder zudem diversen Nebenprojekten, ehe im Jahr 2001 mit Better Mad than Dead das nächste Album folgte. In der ersten Hälfte des Jahres spielte die Band diverse Konzerte, darunter auch ein Auftritt zusammen mit Slayer, während in der zweiten Hälfte für die Lieder Another Nite und Wannabe Musikvideos veröffentlicht wurden. Im Jahr 2003 folgte für All Around ein weiteres Musikvideo und die Veröffentlichung von And the Best Is Yet to Come, eine Kompilation mit seltenen Liedern der Band, darunter all ihre Lieder, die durch Zusammenarbeit mit anderen Künstlern entstanden sind, Remixe, sowie drei neue Lieder. Danach erschien ein Musikvideo für das Lied The World Decline. Daraufhin folgten Auftritte unter anderem zusammen mit Metallica und Korn. Im Dezember 2004 verließ Schlagzeuger Chris Dalla Pellegrina die Band, ehe ein paar Monate später mit Paolo Crimi ein passender Ersatz gefunden wurde. Durch ein paar weitere Konzerte erreichte die Band einen Auftritt auf dem Gods of Metal. Im Juni und Juli 2005 begab sich die Band in die Rodger Music Studios, um das Album Set the World on Fire aufzunehmen, dem sich ein Musikvideo für Nature anschloss. Ihr 20-jähriges Bestehen feierte die Band zudem mit dem Live-Album Raisin’ Hell with Friends: Live at the Rolling Stone und der DVD Murder Tunes & Broken Bones – 20 Years Anniversary DVD. Beide Veröffentlichungen erschienen im Sommer 2007 bei Scarlet Records. Gegen Ende des Jahres nahm die Band ein Musikvideo für die Akustikversion des Liedes Another Nite auf. Im Jahr 2008 folgten Konzerte zusammen mit Death Angel, während die bisher erschienenen Alben mit Bonusliedern wiederveröffentlicht wurden. Zudem wurde die Band zur besten italienischen Band im italienischen Metal Hammer gewählt, während die erschienene Live-DVD in der italienischen Ausgabe des Rock-Hard-Magazins zur besten DVD gewählt wurde. Im Mai 2009 schloss sich über Scarlet Records das nächste Album Pound for Pound an. Im Mai 2013 veröffentlichte die Band über dasselbe Label ihr Folgealbum The Seed of Foolishness.

## Stil
Die Band spielte auf ihrem Debütalbum Tension at the Seams klassischen Thrash Metal, der bereits bei Veröffentlichung „ein Relikt einer anderen Ära“ gewesen sei. Die Lieder erinnern an Werke von Anthrax und Death Angel, während das Spiel des Basses an Mordred und Mind Funk erinnert. Die klanglich mit den Werken von Pantera vergleichbaren Stücke des zweiten Albums The Positive Pressure (Of Injustice) werden als wenig einfallsreich beschrieben. Das dritte Album Better Mad than Dead hat einen ähnlichen Klang, wobei starke Einflüsse aus dem Nu Metal hörbar sind, insbesondere Gruppen wie Slipknot und Korn werden in diesem Zusammenhang genannt. Es werden zudem elektronische Effekte verwendet, die nach White Zombie um das Jahr 1995 klingen. Des Weiteren wurden Einflüsse von Gruppen wie Biohazard und Sepultura (vor allem das Album Chaos A.D.) verwendet. Auch auf dem Album sind die Einflüsse des Nu Metal stark hörbar; es werden etwa Stimmeffekte eingesetzt, die an Korn erinnern. Neben klassischen Thrash-Metal-Bands wie Suicidal Tendencies und Testament, erinnert die Band stellenweise an Gruppen wie Stone Sour oder Tenacious D. Auch auf dem Album Pound for Pound ließ laut Marc Halupczok vom Metal Hammer die Band diverse Stile einfließen, „auch wenn die Basis immer Thrash bleibt“, wobei sie „doch irgendwie orientierungslos“ wirken würden. Hörbare Einflüsse sind dort neben der bereits genannten Band Biohazard auch Machine Head. Die Band bedient sich aus Genres wie Alternative Rock, Funk und Classic Rock, wobei auch teils genrefremde Instrumente wie ein Banjo verwendet wurden. Verglichen wird das Album mit Green von Forbidden. Auf The Seed of Evil treten neben den Nu-Metal-Merkmalen auch Ähnlichkeiten zu Gruppen wie Channel Zero, Flotsam and Jetsam und Perzonal War auf.

## Diskografie
- 1987: We Fuckin’ Care (EP, Sonic Attack Records)
- 1989: Rehearsal 24.02.89 (Demo, Eigenveröffentlichung)
- 1989: Promo Tape (Demo, Eigenveröffentlichung)
- 1991: Demo ’91 (Demo, Eigenveröffentlichung)
- 1993: Tension at the Seams (Album, Contempo Records)
- 1993: Proud, Powerful ’n’ Alive (EP, Rosemary’s Records)
- 1995: The Positive Pressure (Of Injustice) (Album, Flying Records)
- 1996: Mollami (Single, Crime Squad Records)
- 1999: Vai Bello (Single, Best Records)
- 2001: Better Mad than Dead (Album, Seven Records)
- 2003: And the Best Has Yet to Come (Kompilation, About Rock Records)
- 2005: Set the World on Fire (Album, Ammonia Records)
- 2007: Murder Tunes & Broken Bones – 20 Years Anniversary DVD (DVD, Scarlet Records)
- 2007: Raisin’ Hell with Friends (Live-Album, Scarlet Records)
- 2009: Pound for Pound (Album, Scarlet Records)
- 2013: The Seed of Foolishness (Album, Scarlet Records, Fuel Records)